# Egbert Jans van Leeuwarden
Egbert Jans van Leeuwarden (Leeuwarden, 1608 – Utrecht, februari 1674) was klokkenmaker in Utrecht.

## Biografie
Egbert Jans van Leeuwarden is in 1630 in Amsterdam werkzaam als uurwerkmaker, wat blijkt uit een akte van ondertrouw met Grietje Vlug, waarin zijn beroep vermeld is. Samen met Grietje krijgt hij in Amsterdam ten minste vier kinderen, voordat hij zich in Utrecht vestigt. In ieder geval werkt hij in 1652 in Utrecht.
Egbert Jans ontpopt zich als een eigentijdse klokkenmaker, want in 1665 laat hij als leermeester van Simon Lachez contractueel vastleggen dat hij hem het slingerwerck zal bijbrengen:

Egbert Jans van Leeuwaerden heeft voor den tijt van vier jaeren aengenomen om (…) voort hantwerck te leeren soo van groot als cleyn werck slingerwerck ende sall boven vrij gereetschap vrij schorteldoeck ende yder jaer een daelder in de spaerbus noch elck jaer betaelen ses silver ducaten. Actum ut supra Symon Symons. Egbert Jans van Leeuwaerden. 

Het slingeruurwerk is enkele jaren eerder, in 1656, uitgevonden door de natuurkundige Christiaan Huygens en de kennis hierover is vermoedelijk door Salomon Coster meegenomen naar Utrecht toen deze in 1658 de Domtoren van een dergelijk slingeruurwerk voorzag.

Op 18 september 1667 hertrouwt Egbert Jans met Maria Helmont in de Dom. Bij haar krijgt hij nog een zoon, Jan van Leeuwarden. Deze zal op zijn beurt de leerling worden van Simon Lachez.

Egbert Jans sterft in februari 1674 en is begraven in de Buurkerk te Utrecht.

## Overgebleven klokken
Uit zijn Utrechtse periode zijn ten minste twee klokken bewaard gebleven:
- Vierkant tafelklokje.
- Vierkant wekker-tafelklokje.

## Leerlingen
- Simon Lachez (1648-1723), Utrecht